# Montreux
Montreux (Aussprache [mɔ̃.tʁø]) ist eine Stadt und eine politische Gemeinde im Bezirk Riviera-Pays-d’Enhaut des Kantons Waadt in der Schweiz. Der frühere deutsche Name Muchtern wird heute nicht mehr verwendet. Die Stadt liegt am Genfersee im Schutz von 2000 Meter hohen Berggipfeln. Die klimatischen Bedingungen und die subtropische Vegetation an der Uferpromenade machen Montreux zum Fremdenverkehrsort von internationalem Ruf, bekannt zudem als Austragungsort des Montreux Jazz Festival.

## Klima
Das Klima in Montreux ist über das Jahr verteilt relativ mild. Zudem fällt pro Jahr aufgrund der Lage relativ weit östlich nahe der Alpen im Vergleich zu anderen Orten am Genfersee mit insgesamt 1372 mm und 136 Regentagen recht viel Niederschlag. Es wachsen und gedeihen daher unter anderem zahlreiche südländische Pflanzenarten wie verschiedene Palmenarten, Südfrüchte und Olivenbäume.
Die wenigen Eistage im Jahr und das relativ ausgeglichene Klima eignen sich gut zum Weinbau. Daher gibt es auch viele geschützte Reptilienarten wie Mauereidechsen, Zauneidechsen, Aspisvipern, Aeskulapnattern und Ringelnattern, die sich bei diesem Mikroklima wohlfühlen.
|                        | Jan  | Feb  | Mär  | Apr  | Mai  | Jun  | Jul  | Aug  | Sep  | Okt  | Nov  | Dez  |   |       |
| Mittl. Temperatur (°C) | 1,5  | 2,8  | 5,4  | 9,1  | 13,3 | 16,7 | 19,3 | 18,6 | 15,5 | 10,9 | 5,8  | 2,4  | ⌀ | 10,1  |
| Mittl. Tagesmax. (°C)  | 4,5  | 6,2  | 9,6  | 13,9 | 18,2 | 21,8 | 24,9 | 23,9 | 20,5 | 15,2 | 9,3  | 5,5  | ⌀ | 14,5  |
| Mittl. Tagesmin. (°C)  | −0,8 | 0,3  | 2,4  | 5,5  | 9,5  | 12,8 | 15,1 | 14,7 | 12,0 | 8,0  | 3,3  | 0,0  | ⌀ | 6,9   |
|                        |      |      |      |      |      |      |      |      |      |      |      |      |   |       |
| Niederschlag (mm)      | 90   | 86   | 104  | 109  | 119  | 157  | 130  | 151  | 117  | 104  | 114  | 91   | Σ | 1372  |
|                        |      |      |      |      |      |      |      |      |      |      |      |      |   |       |
| Regentage (d)          | 11,6 | 10,6 | 12,4 | 11,9 | 13,8 | 13,1 | 10,3 | 12,0 | 9,5  | 8,9  | 11,0 | 11,3 | Σ | 136,4 |
|                        |      |      |      |      |      |      |      |      |      |      |      |      |   |       |
| Luftfeuchtigkeit (%)   | 81   | 77   | 73   | 70   | 71   | 71   | 69   | 72   | 76   | 81   | 80   | 81   | ⌀ | 75,2  |

| −0,8 |

| 0,3 |

| 2,4 |

| 5,5 |

| 9,5 |

| 12,8 |

| 15,1 |

| 14,7 |

| 12,0 |

| 8,0 |

| 3,3 |

| 0,0 |

| −0,8 |

| 0,3 |

| 2,4 |

| 5,5 |

| 9,5 |

| 12,8 |

| 15,1 |

| 14,7 |

| 12,0 |

| 8,0 |

| 3,3 |

| 0,0 |

## Geographie

Luftbild (1949)

Montreux liegt auf 390 m ü. M., 24 km ostsüdöstlich der Kantonshauptstadt Lausanne (Luftlinie). Die Stadt erstreckt sich am Ostufer des Genfersees vom leicht in den See hinausragenden Schwemmkegel des Wildbachs Baye de Montreux bis auf die angrenzenden Hänge der Waadtländer Riviera am Fuss der Waadtländer und Freiburger Voralpen.
Die Fläche des 33,4 km² grossen Gemeindegebiets umfasst einen Abschnitt am Ostufer des Genfersees mit rund 5,5 km Uferlinie. Das Seeufer wird durch die beiden Schwemmkegel der Baye de Clarens und der Baye de Montreux und die dazwischen liegende Bucht gegliedert. Der ganze Uferabschnitt ist von Territet im Südosten bis Clarens im Nordwesten mit Siedlungen überbaut. Im nordwestlichen Gemeindegebiet bei Clarens schliessen an den See relativ sanft ansteigende Hänge an, ansonsten steigt das Gelände hinter dem schmalen Uferrandstreifen rasch an und erreicht auf dem Cubly bereits eine Höhe von 1188 m ü. M.
Der östliche, voralpine Teil des Gemeindeareals weist grosse Reliefunterschiede auf. Das Gebirge wird durch die Täler der Wildbäche Baye de Montreux und Baye de Clarens entwässert. Die Baye de Montreux fliesst nur wenige hundert Meter östlich des Stadtzentrums durch die Schlucht Gorge du Chauderon. Ihr Tal wird im Norden von den Waldhöhen Le Cubly und Les Avants flankiert. Nördlich davon befindet sich das Tal der Baye de Clarens, die in ihrem mittleren Abschnitt die Nordgrenze des Stadtgebiets bildet. Bei Chailly und Clarens liegt die Stadtgrenze westlich der Baye de Clarens bis zum Genfersee im kurzen Bach Ruisseau de la Maladaire. Im Nordosten verläuft die Gemeindegrenze über die Berge Le Folly (1730 m ü. M.) und Le Molard (1752 m ü. M.) bis zur Cape au Moine (1941 m ü. M.). Südlich des Wildbachtals der Baye de Montreux gehören die Höhen von Glion und Caux zu Montreux, während die Südgrenze des Stadtgebiets entlang des Baches Veraye verläuft.
Im Osten erstreckt sich das Gemeindegebiet bis auf den Kamm der aus Kalkstein bestehenden Kette der Rochers de Naye. Wenig nördlich des Gipfels der Rochers de Naye wird mit 2019 m ü. M. der höchste Punkt von Montreux erreicht. Nördlich davon schliessen sich die Kalkstöcke Dent de Jaman (1875 m ü. M.) sowie Corbe (1898 m ü. M.) und Cape au Moine (1941 m ü. M.) an; dazwischen liegt der Passübergang Col de Jaman (1512 m ü. M.). Diese Bergkette liegt auf der Wasserscheide zwischen den Einzugsgebieten von Rhone und Rhein. Ein kleiner Gemeindeteil umfasst die Alp Jaman östlich des gleichnamigen Passes, die bereits im Einzugsgebiet des Hongrin, eines Zuflusses der Saane, liegt. In dieser Zone lag der im frühen 20. Jahrhundert verlandete Bergsee Lac de Jaman.
Von der Gemeindefläche entfielen 1997 17 % auf Siedlungen, 49 % auf Wald und Gehölze, 27 % auf Landwirtschaft und rund 7 % war unproduktives Land.

## Stadtgliederung

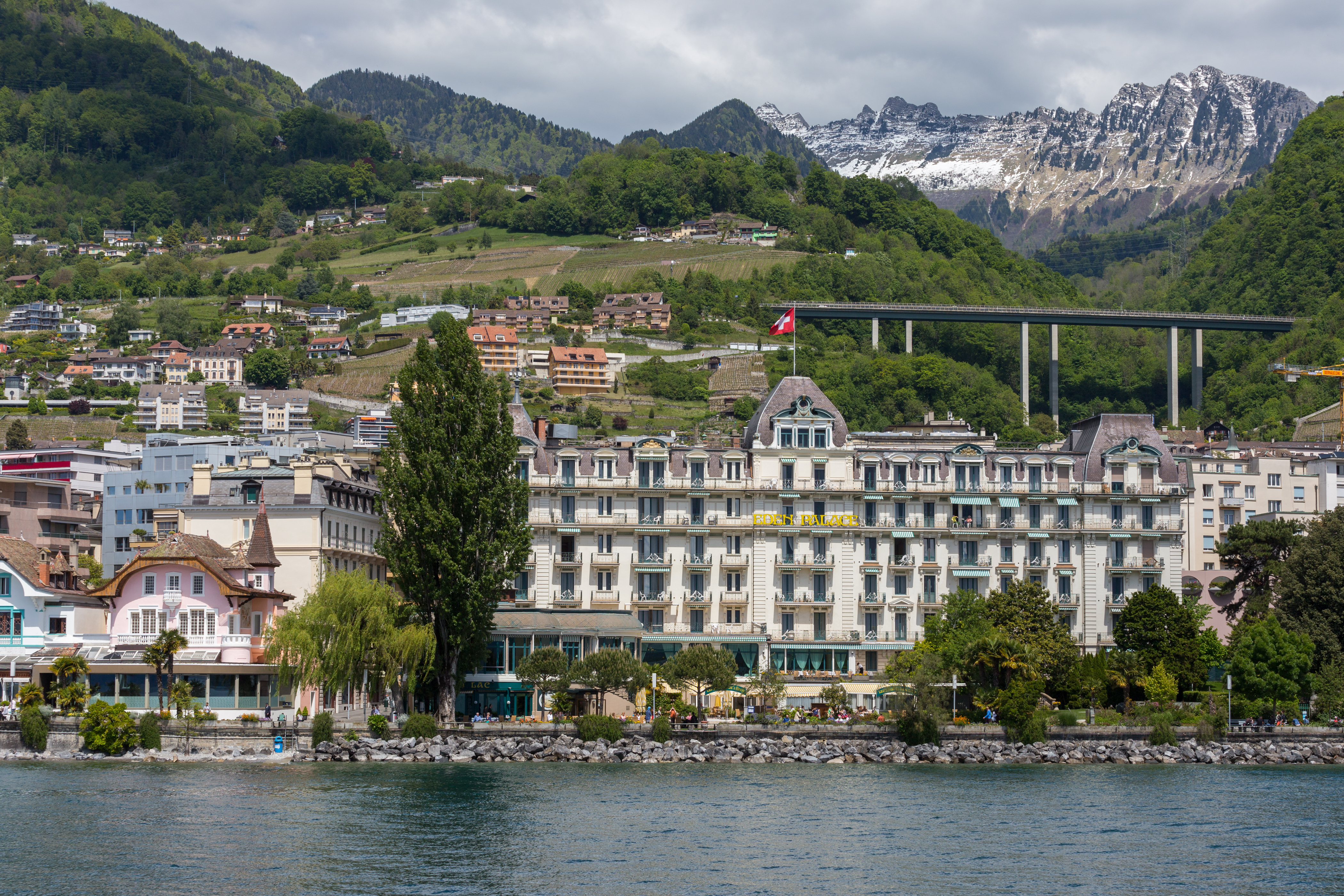
Teilansicht mit Hotel Eden Palace

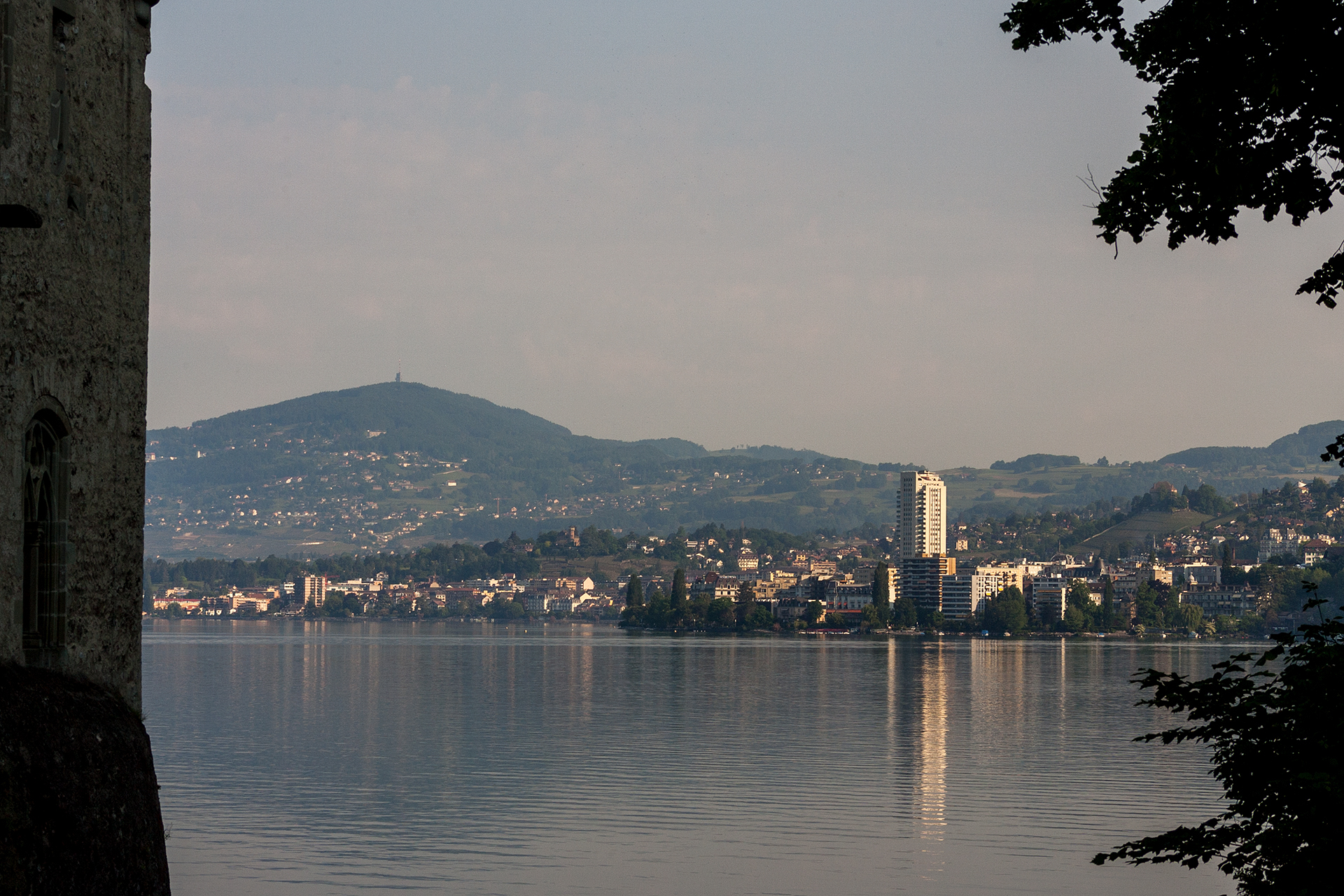
Montreux: Blick nach Nordwesten

Der Siedlungsschwerpunkt von Montreux liegt entlang des Ufers des Genfersees. Die ehemaligen Dörfer sind seit dem Ende des 19. Jahrhunderts zu einem einzigen verstädterten Siedlungsband zusammengewachsen. Einige Weiler am oberen Hang sowie im voralpinen Gebiet haben jedoch zumindest im Kern ihren ursprünglichen (bäuerlichen) Charakter bewahrt. Die Stadt Montreux besteht aus folgenden Stadtteilen, Dörfern und Weilern:
- Clarens (380 m ü. M.) auf dem Schwemmkegel der Baye de Clarens
- Les Planches (400 m ü. M.) am Austritt der Baye de Montreux aus der Gorge du Chauderon
- Vernex (396 m ü. M.) am Seeufer nördlich der Halbinsel von Montreux
- Territet (400 m ü. M.) am Fuss der Höhe von Glion
- Baugy (440 m ü. M.) leicht erhöht westlich der Baye de Clarens
- Chailly (485 m ü. M.) am Hang westlich der Baye de Clarens
- Tavel (423 m ü. M.) an der Baye de Clarens
- Brent (567 m ü. M.) östlich der Baye de Clarens, gegenüber von Blonay
- Fontanivent (538 m ü. M.) oberhalb von Clarens am Westhang des Cubly
- Chaulin (680 m ü. M.) oberhalb von Clarens am Westhang des Cubly
- Chernex (580 m ü. M.) oberhalb von Clarens am Westhang des Cubly
- Pertit (520 m ü. M.) am Hang oberhalb der Halbinsel von Montreux
- Pallens (480 m ü. M.) am Hang oberhalb der Halbinsel von Montreux
- Sonzier (665 m ü. M.) am Südhang des Cubly über der Gorge du Chauderon
- Les Avants (968 m ü. M.) in einer Geländemulde auf der nördlichen Talflanke der Baye de Montreux
- Sonloup (1149 m ü. M.) auf dem Berggrat oberhalb von Les Avants
- Orgevaux (1222 m ü. M.) ist eine Alp- und Ferienhaussiedlung am Südhang des Folly
- Glion (689 m ü. M.) auf einem Geländevorsprung oberhalb der Halbinsel von Montreux
- Caux (1050 m ü. M.) auf einem Geländevorsprung oberhalb der Halbinsel von Montreux

Nachbargemeinden von Montreux sind Veytaux, La Tour-de-Peilz und Blonay – Saint-Légier im Kanton Waadt sowie Haut-Intyamon im Kanton Freiburg.

## Bevölkerung
| Bevölkerungsentwicklung | Bevölkerungsentwicklung | Bevölkerungsentwicklung | Bevölkerungsentwicklung |
| Jahr                    | Einwohner               | Jahr                    | Einwohner               |
| ----------------------- | ----------------------- | ----------------------- | ----------------------- |
| 1764                    | 2103                    | 1950                    | 16.730                  |
| 1798                    | 2527                    | 1960                    | 17.729                  |
| 1850                    | 3181                    | 1970                    | 20.421                  |
| 1900                    | 13.519                  | 1980                    | 19.685                  |
| 1910                    | 17.850                  | 1990                    | 22.917                  |
| 1920                    | 16.007                  | 2000                    | 22.454                  |
| 1930                    | 17.662                  | 2010                    | 24.579                  |
| 1941                    | 14.482                  |                         |                         |

Mit 26'828 Einwohnern (Stand 31. Dezember 2023) ist Montreux nach Lausanne und Yverdon-les-Bains die drittgrösste Stadt des Kantons. Von den Bewohnern sind 74,4 % französischsprachig, 6,2 % deutschsprachig und 4,0 % italienischsprachig (Stand 2000). Die Bevölkerungszahl von Montreux stieg vor allem in der Zeit von 1850 bis 1910 markant an und zeigte danach bis 1960 mehrere wirtschaftsbedingte Schwankungen. Seither wurde eine weitere Bevölkerungszunahme verzeichnet. Das Siedlungsgebiet von Montreux ist heute lückenlos mit denjenigen von La Tour-de-Peilz, Blonay und Veytaux zusammengewachsen.

## Politik

### Legislative
Gesetzgebende Behörde ist der von den Stimmberechtigten der Gemeinde Montreux alle vier Jahre gewählte Gemeinderat (conseil communal). Die 100 Abgeordneten werden im Proporzwahlverfahren gewählt. Die Aufgaben des Gemeinderates umfassen die Budget- und Rechnungsabnahme, die Festlegung der Gemeindereglemente und die Kontrolle der Exekutive.
- DAL: 7
- Grüne: 15
- SP: 28
- ML: 9
- FDP: 33
- SVP: 8

Bei den Wahlen vom 7. März 2021 ergab sich folgende Sitzverteilung:
- FDP.Die Liberalen: 33 Sitze
- SP: 28 Sitze
- GPS: 15 Sitze
- Montreux libre: 9 Sitze
- SVP: 8 Sitze
- Décroissance Alternatives: 7 Sitze

### Exekutive
Ausführende Behörde ist der Gemeinderat (municipalité). Er besteht aus sieben Mitgliedern und wird seit 1982 vom Volk im Majorzwahlverfahren gewählt; früher oblag die Wahl des Gemeinderates dem Gemeindeparlament. Die Amtsdauer beträgt vier Jahre. Der Gemeinderat ist für die Vollstreckung der Beschlüsse des Parlamentes, für die Ausführung der Gesetzgebung von Bund und Kanton sowie für die Repräsentation und Führung der Gemeinde zuständig. Der ebenfalls auf vier Jahre gewählte Syndic (Gemeindepräsident) verfügt über erweiterte Kompetenzen.

### Nationalratswahlen
Bei den Schweizer Parlamentswahlen 2019 betrugen die Wähleranteile in Montreux: FDP 29,6 %, SP 20,3 %, Grüne 18,7 %, SVP 14,9 %, glp 6,9 %, POP/Sol 3,9 %, CVP 2,5 %.

### Judikative
Für die Strafgerichtsbarkeit ist das Bezirksgericht Vevey zuständig.

## Wirtschaft
Die Wirtschaft von Montreux ist vorwiegend auf den Tourismus ausgerichtet. Rund 9500 Arbeitsplätze bietet die Stadt an. Rund 1 % der Erwerbstätigen sind im primären Sektor, 13 % im industriellen Sektor und 86 % im Dienstleistungssektor beschäftigt.
An den optimal besonnten Hängen oberhalb von Clarens sowie bei Chailly und Brent wird auf zahlreichen kleineren Rebflächen Weinbau betrieben. In den höher gelegenen Gebieten herrschen der Ackerbau, die Milchwirtschaft und Viehzucht vor. In den Voralpen besitzt Montreux seit Jahrhunderten ausgedehnte Alpweiden.

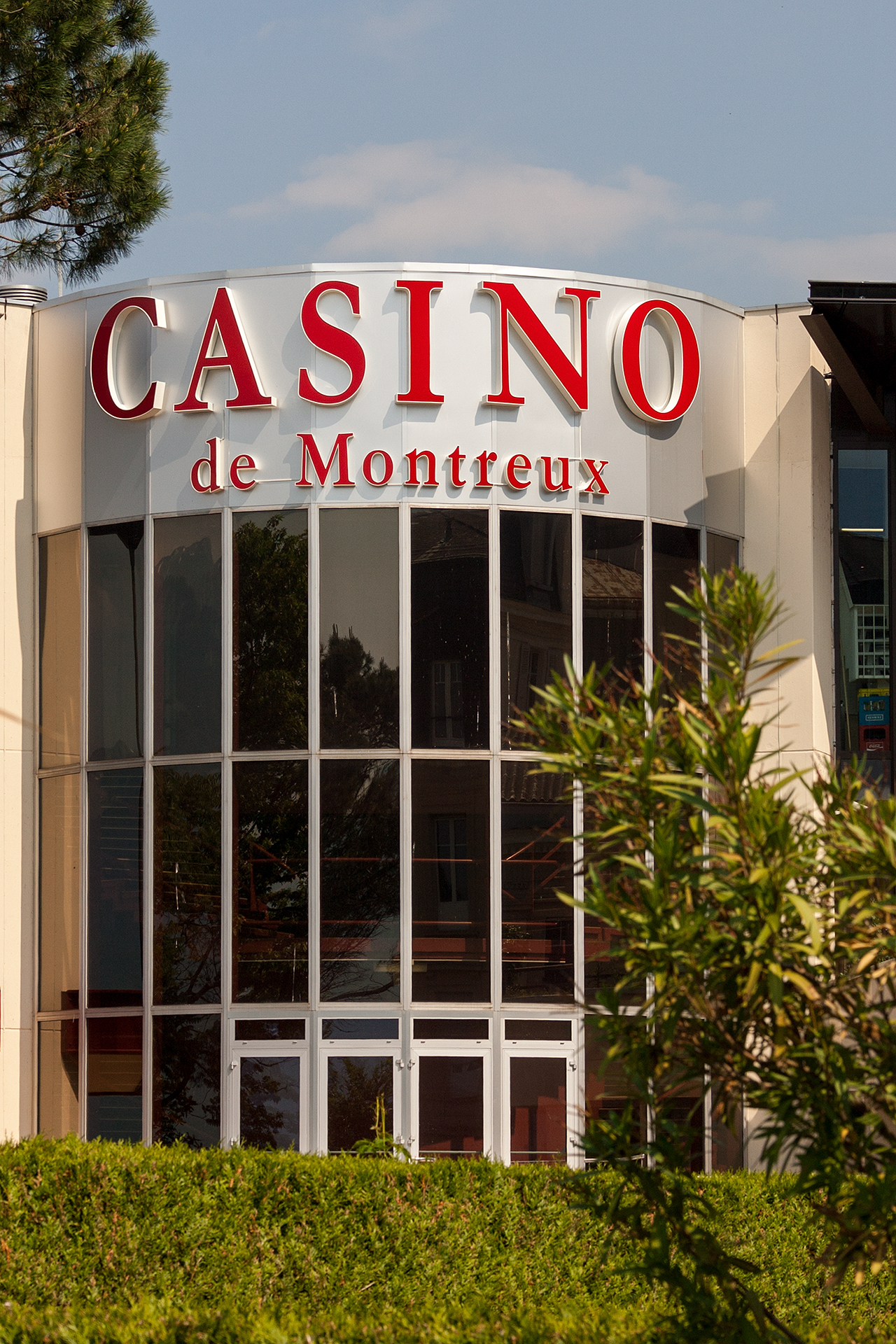
Casino

Die Industrialisierung vollzog sich in der Region in der zweiten Hälfte des 19. Jahrhunderts. Montreux wurde nie eine eigentliche Industriestadt, die Industrie deckte hauptsächlich den touristischen Bedarf ab. So liessen sich vor allem Holzverarbeitungsbetriebe und Hersteller von exklusiven Möbelstücken, Silberschmieden, die Schmuckwarenindustrie, die Nahrungs- und Genussmittelindustrie (Schokolade) und Druckereien nieder. Noch heute haben die Zulieferbetriebe für die Hotelbranche einen wichtigen Stellenwert, neben dem Druck- und Verlagswesen sowie der Herstellung von Laborausrüstungen und audiovisuellen Apparaten.
Die Beschäftigten des tertiären Sektors verteilen sich auf die Hotel- und Gastronomiebranche, die Verwaltung, das Banken- und Versicherungswesen, die Bildungseinrichtungen und den medizinischen Bereich. Montreux mit seinen beiden Höhenkurorten Glion und Caux verfügt über zahlreiche Privatkliniken und Seniorenheime. Caux ist seit 1946 Standort des Konferenzzentrums für Moralische Aufrüstung.
Tourismus

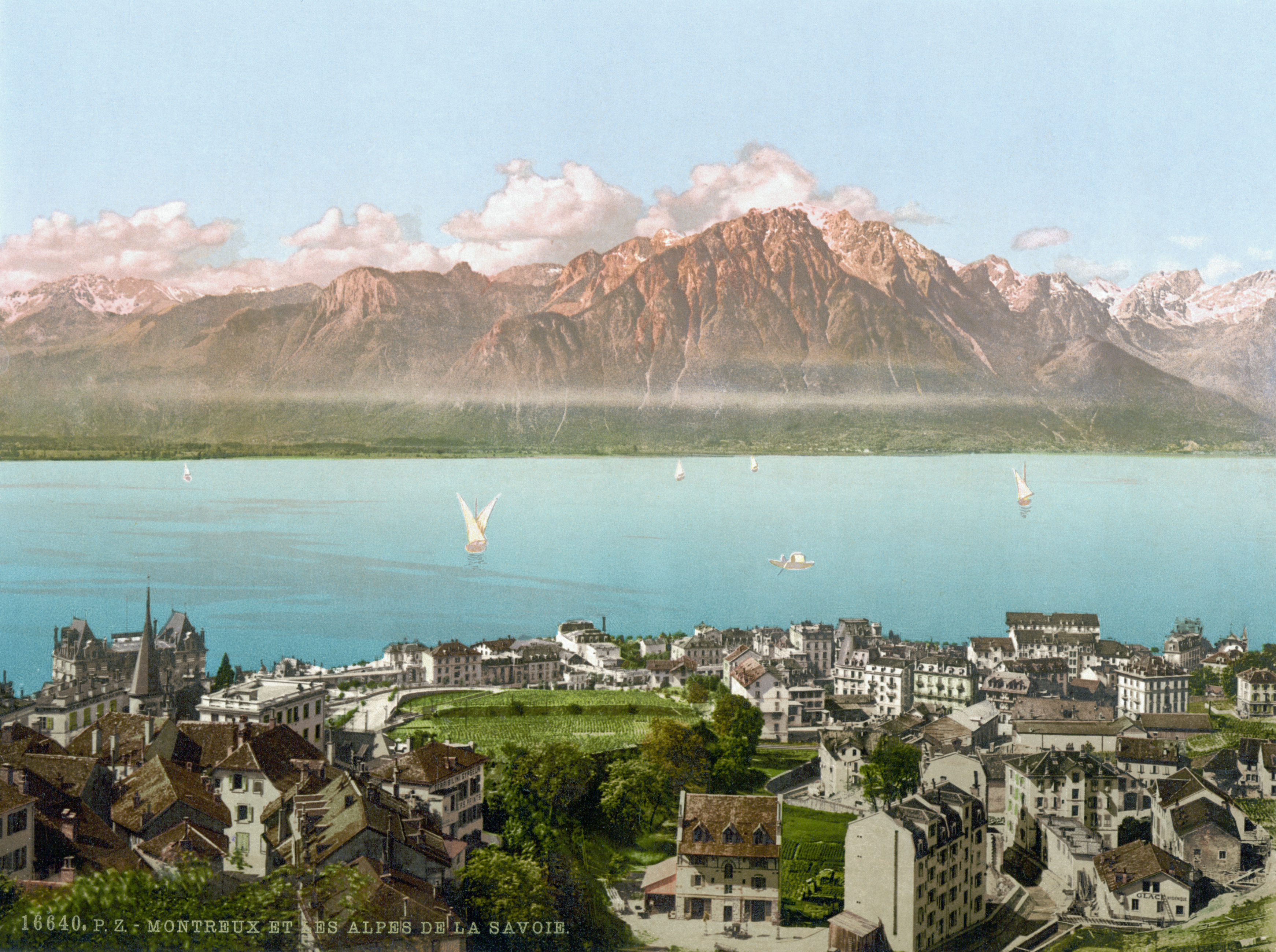
Montreux um 1900

Blick durch die Gartenanlage auf die Fassade des Montreux-Palace Hotels, 1913

Seit der ersten Hälfte des 19. Jahrhunderts entwickelte sich Montreux zu einem der bedeutendsten Touristenorte der Schweiz. Die Entwicklung vollzog sich in drei Schritten: Die ersten Hotels wurden im Zeitraum von 1836 bis 1859 errichtet, doch war damals noch keine touristische Infrastruktur vorhanden. Erst mit dem Bau der Eisenbahn (1861), der Verbesserung der Strassen und der Errichtung der Schiffländen in Clarens und Montreux war die Stadt auch für Gäste aus dem Ausland wesentlich leichter erreichbar. Montreux wurde dank seines milden Klimas und der attraktiven Lage zu einem weltbekannten Sommerkurort. In einem dritten Schritt wurden die umliegenden Höhen durch Standseilbahnen für den Tourismus erschlossen. In den hochgelegenen Dörfern Glion, Caux und Les Avants entstanden Sanatorien. Auch entlang des Seeufers wurden weitere bedeutende Hotels gebaut, etwa das «Hôtel des Alpes» und das «Grand Hôtel» (beide 1887) in Territet, sowie das «Montreux Palace» (1905). Montreux wurde damit ein beliebter Aufenthaltsort von Monarchen (wie etwa der Kaiserin Elisabeth von Österreich) und Aristokraten, Künstlern und Philosophen, Politikern und Vertriebenen, so z. B. Pjotr Iljitsch Tschaikowski, Leo Tolstoi und Vladimir Nabokov. Letzterer lebte ab 1961 bis zu seinem Tod 1977 in einer luxuriösen Suite im Montreux-Palace.
Heute ist die Uferpromenade eine der Hauptattraktionen der Stadt. Hier stehen die Hotelpaläste, das Casino und das Kongresszentrum; man geniesst einen herrlichen Ausblick auf den Genfersee mit dem Massiv des Grammont und den Zacken der Dents du Midi.

## Kultur

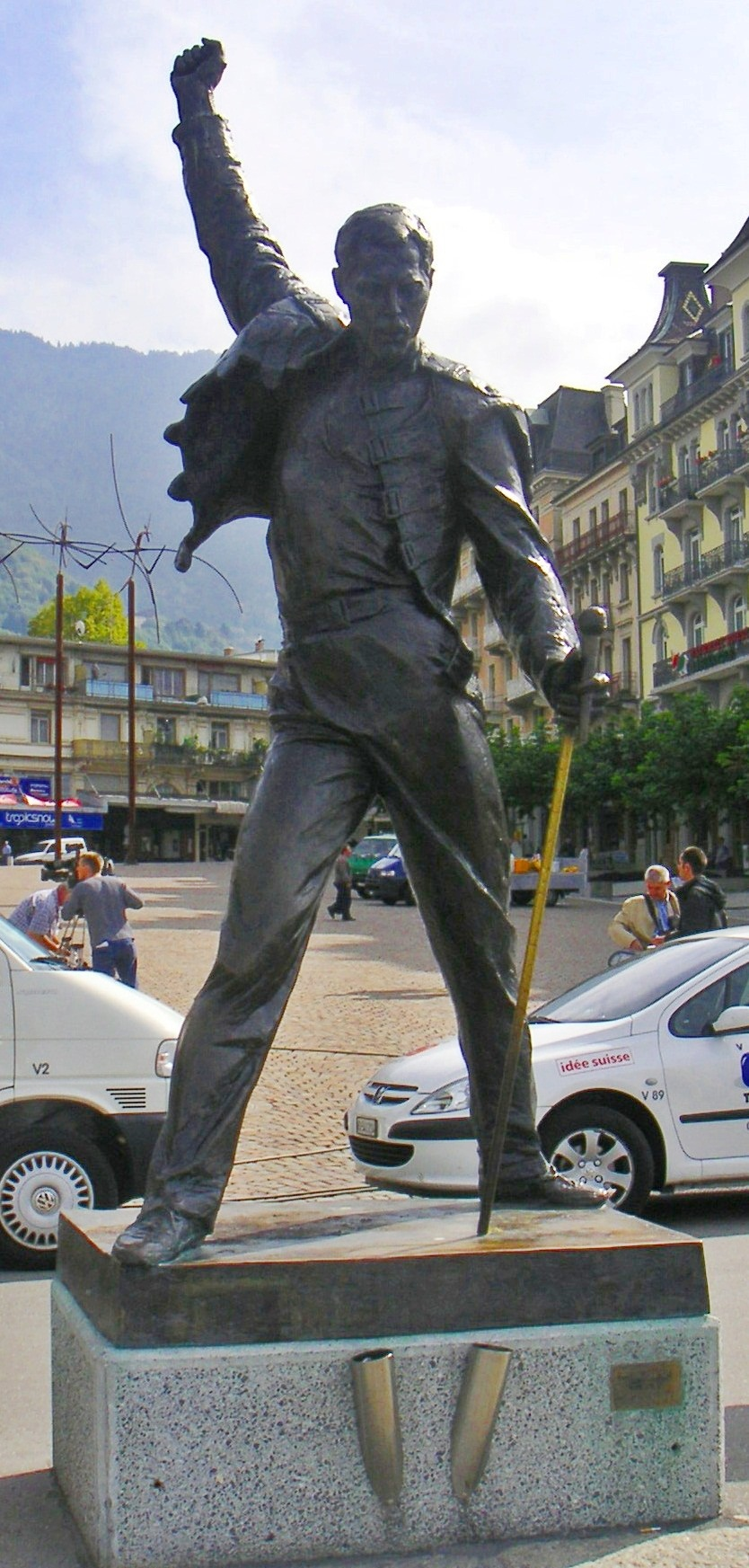
Freddie-Mercury-Statue

Montreux hat ein grosses Angebot an kulturellen Veranstaltungen und einen guten Ruf als Musikstadt. Das berühmteste Festival ist das seit 1967 alljährlich im Juli abgehaltene Montreux Jazz Festival. Daneben gibt es das Montreux Choral Festival und die Nuits du Jazz de Chernex. Die Gruppe Queen war viele Jahre in Montreux tätig und besass seit 1979 das Tonstudio Montreux Mountain Recording Studios, das seit 1975 im neu aufgebauten Casino untergebracht war. Der Casinobrand vom 4. Dezember 1971 inspirierte die Gruppe Deep Purple zu ihrem Welthit Smoke on the Water. Dieser erzählt die Geschichte des Casinobrandes von 1971, als während eines Konzertes von Frank Zappa das Casino völlig niederbrannte. Bis 1975 wurde das Casino neu errichtet. Freddie Mercury, der Sänger von Queen, verbrachte hier teilweise seine letzten Lebensjahre. Ihm zu Ehren wurde 1996 am Seeufer ein Denkmal errichtet.
Von 1954 bis 2003 war Montreux auch Austragungsort des internationalen Fernsehfestivals Rose d’Or (jährlich im Frühling). Seit 2004 findet es in Luzern statt. Das internationale Werbefestival Golden Award of Montreux, das im Rahmen der Rose d’Or durchgeführt wurde, findet weiterhin alljährlich im April in Montreux statt.
Die Stadt besitzt mehrere Museen, darunter das Musée historique de Montreux et de sa région, seit 1920 in einer Gruppe von Winzerhäusern im Ortsteil Sâles untergebracht, und das Nouveau Musée Ruzo in Territet. Das Maison Visinand dient als Kultur- und Freizeitzentrum.

## Bildung
Als wichtiges Bildungszentrum im östlichen Teil des Kantons Waadt verfügt Montreux über sämtliche Schulstufen bis zum Gymnasium. Als weiterführende Bildungseinrichtungen sind verschiedene Berufsschulen und Lehrinstitute zu nennen, darunter die «European University» sowie das «Centre international de formation hôtelière et touristique» in Glion, eine 1962 gegründete Hotelfachschule.

## Verkehr

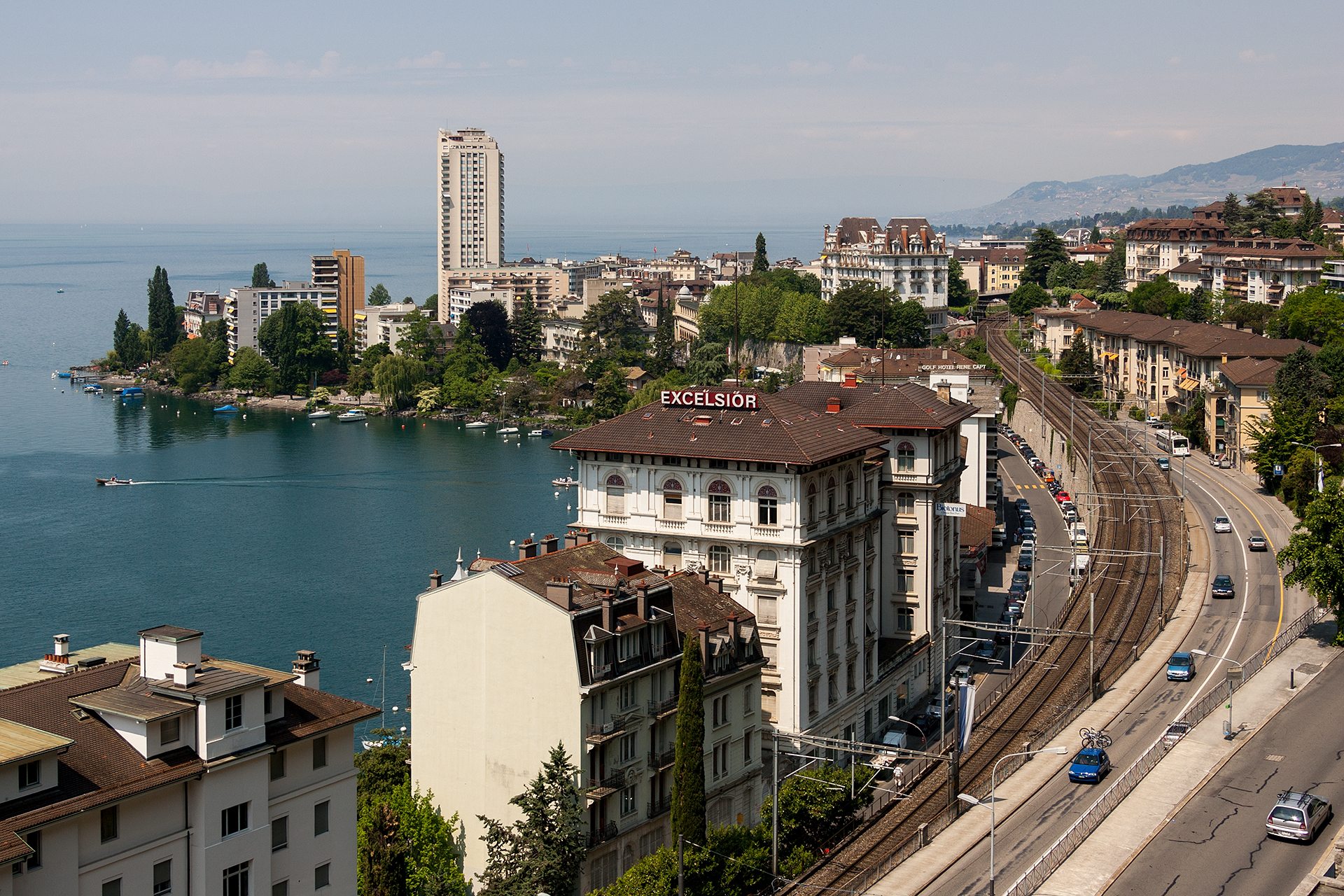
Halbinsel von Montreux mit dem Tour d’Ivoire (82 m)

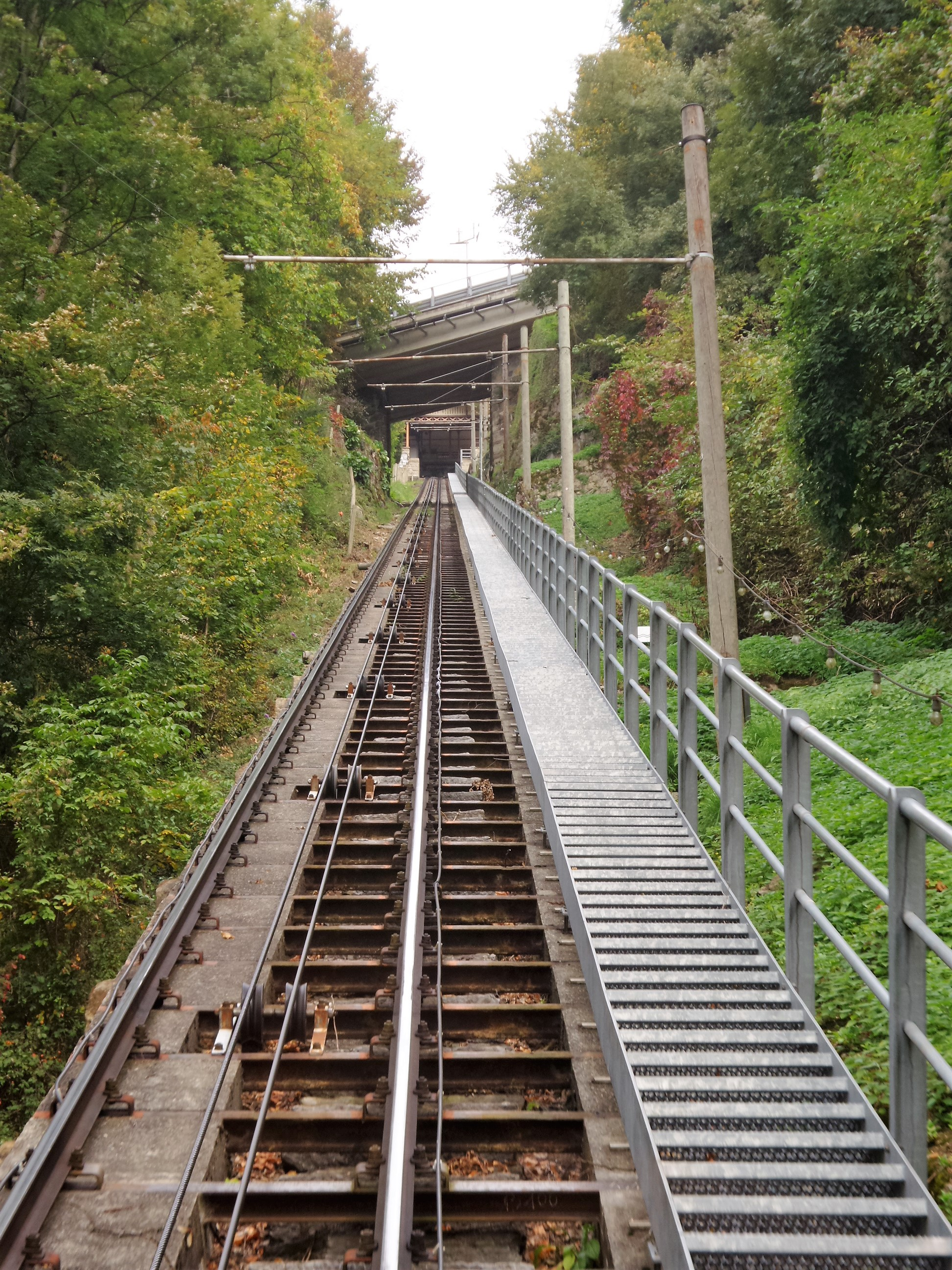
Standseilbahn Territet-Glion

Montreux ist verkehrstechnisch hervorragend erschlossen. Es liegt an der Hauptstrasse 9, die von Lausanne entlang dem Seeufer via Montreux ins Wallis führt. Die nächstgelegenen Autobahnanschlüsse an die 1970 eröffnete A9, die das Gemeindegebiet durchquert und Montreux wie auch Territet im Glion-Tunnel umfährt, befinden sich oberhalb von Clarens (im Norden) sowie bei Villeneuve (im Süden).
Der Anschluss an das schweizerische Eisenbahnnetz erfolgte am 2. April 1861, als der Abschnitt Lausanne-Villeneuve der Simplonstrecke nach Sion eröffnet wurde. Neben dem Bahnhof von Montreux gibt es weitere Bahnhöfe in Clarens und Territet. Als Nächstes folgte die Inbetriebnahme der Standseilbahn Territet–Glion im Jahr 1883. Als Fortsetzung wurde 1892 die Zahnradbahn von Glion via Caux auf die Rochers de Naye eingeweiht. Deren Verlängerung bis nach Montreux hinunter erfolgte erst am 8. April 1909. Am 18. Dezember 1901 wurde auch der Abschnitt Montreux-Les Avants der Montreux-Berner Oberland-Bahn (MOB), (frz.: Chemin de fer Montreux-Oberland bernois) in Betrieb genommen. 1910 schliesslich wurde die Standseilbahn von Les Avants nach Sonloup eingeweiht. Im Bahnhof Montreux treffen sich heute Eisenbahnen mit drei unterschiedlichen Spurweiten, nämlich die Normalspur der Schweizerischen Bundesbahnen, die Meterspur der Montreux–Berner Oberland-Bahn sowie die 800-Millimeter-Schmalspur der Transports Montreux–Vevey–Riviera (MVR). Dieses Zusammentreffen ist schweizweit einmalig. Die drei Bahnen erschliessen das Gebiet der Gemeinde Montreux mit insgesamt 30 Bahnhöfen und Haltestellen.
Ab 1888 verkehrte entlang des Seeufers die Strassenbahn Vevey–Montreux–Chillon. Sie war die erste elektrisch betriebene Bahn der Schweiz und wurde 1957 durch den Trolleybus Vevey–Villeneuve ersetzt. Weitere Buslinien der Gesellschaft Transports publics Vevey–Montreux–Chillon–Villeneuve (VMCV) erschliessen die Dörfer und Weiler an den Hängen oberhalb von Montreux.
Ab 1898 fuhr auch die Trait–Planches-Zahnradbahn, welche bereits 14 Jahre später ihren Betrieb nach einem eigentlich glimpflich abgelaufenen Unfall einstellen musste.

## Geschichte

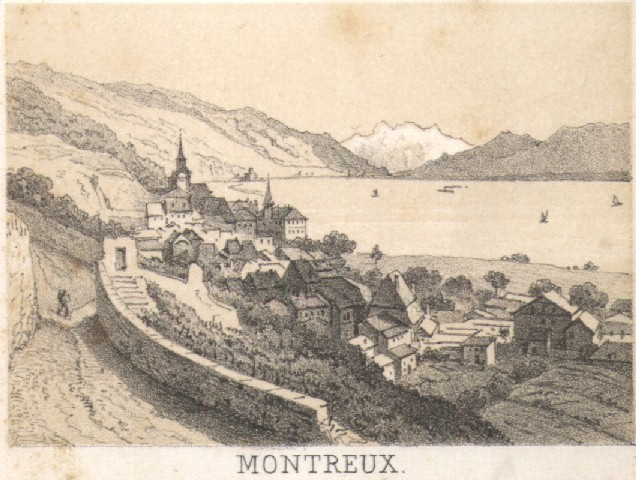
Montreux, Darstellung auf einer Postkarte um 1890

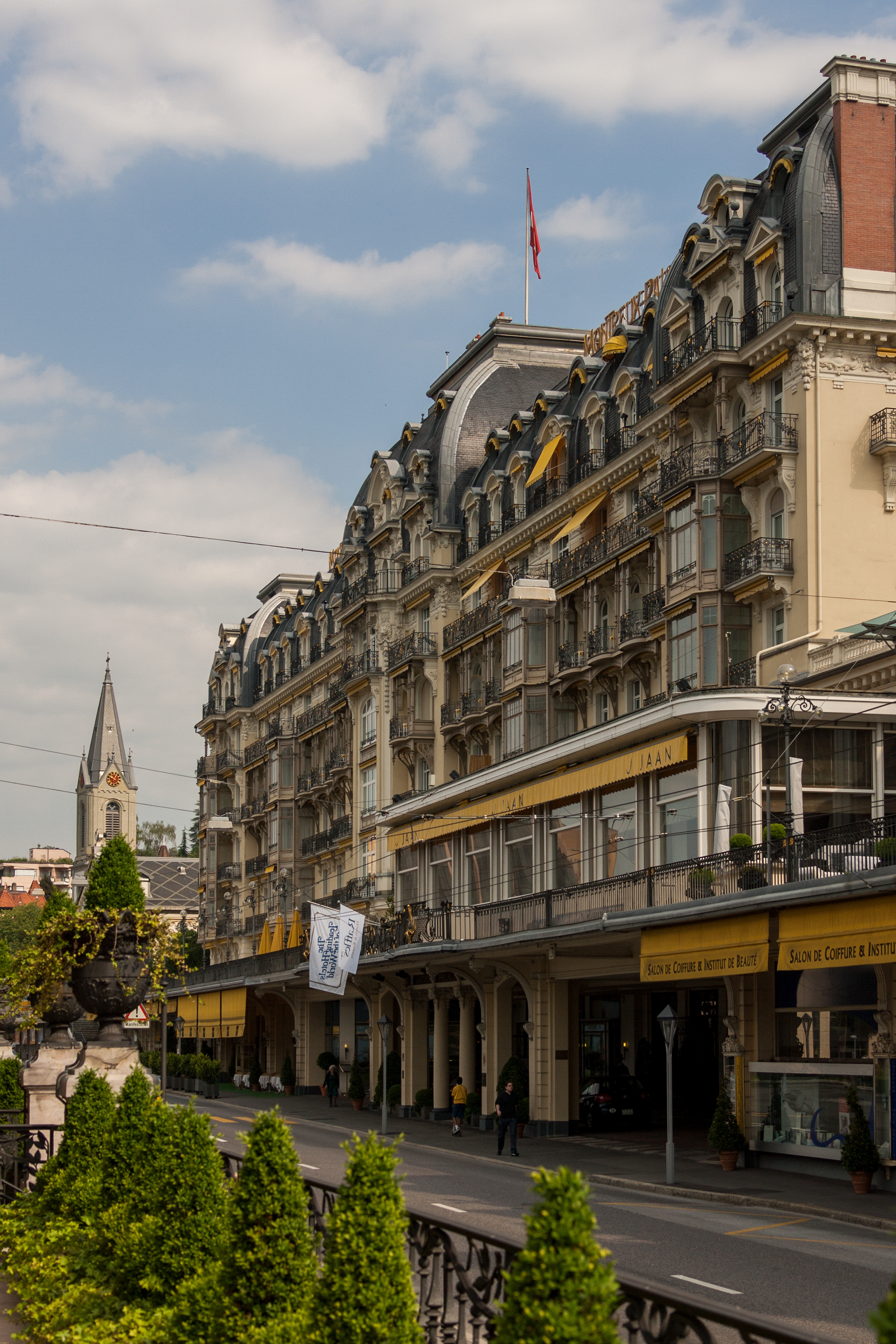
Montreux-Palace

Die frühesten Siedlungsspuren auf dem Gemeindegebiet von Montreux reichen vor die Zeitenwende zurück. Bei Baugy wurden Überreste einer Siedlung aus der späten Bronzezeit gefunden. Während der Römerzeit führte die wichtige Heerstrasse vom Grossen Sankt Bernhard nach Aventicum (Avenches), bzw. nach Lausanne durch Montreux. Es wurden Fundamente einer römischen Villa entdeckt, die vermutlich vom 2. bis 4. Jahrhundert bewohnt war. Aus der Burgundenzeit stammt ein Gräberfeld.
Im Mittelalter gehörte das Gebiet von Montreux vorerst der Abtei Saint-Maurice im Wallis, später kam es an den Bischof von Sitten, der die grosse Pfarrei von Montreux gründete. Der Name der Stadt stammt ursprünglich vom lateinischen Wort monasteriolum (kleines Kloster, frz. Montreuil) ab. Im Jahr 1295 kam das Gebiet an Girard von Oron. 1317 wurde die Teilung von Montreux besiegelt, als die Herren von Oron die südlichen Teile (Les Planches und Veytaux) an den Grafen von Savoyen verkauften. Der nördliche Teil (später die Herrschaft Le Châtelard) blieb als savoyisches Lehen zunächst in den Händen der Herren von Oron, ging später aber infolge einer Heirat an die Familie La Sarraz über.
Mit der Eroberung der Waadt durch Bern im Jahr 1536 gelangten beide Teile unter die Verwaltung der Vogtei Chillon, die 1735 in Vogtei Vevey umbenannt wurde. Nach dem Zusammenbruch des Ancien Régime gehörten Le Châtelard, Les Planches und Veytaux von 1798 bis 1803 während der Helvetik zum Kanton Léman, der anschliessend mit der Inkraftsetzung der Mediationsverfassung im Kanton Waadt aufging. 1798 wurden die Gemeinden dem Bezirk Vevey zugeteilt.
In der zweiten Hälfte des 19. Jahrhunderts bildete sich um Ami Chessex ein Netzwerk, das auf touristische Strukturen an der Waadtländer Riviera einen entscheidenden Einfluss ausübte. Chessex baute ausgehend von seiner prächtigen Hotelanlage in Territet an den Gestaden des Genfersees ein Hotelimperium auf. Chessex war Gemeinderat von Les Planches und Mitglied des Waadtländer Grossen Rates. Zudem sass er in verschiedenen, teils von ihm angestossenen oder selbst gegründeten Institutionen, die für die Entwicklung des Tourismus in der Region entscheidend waren: in der Société d'Embellissement, der Société d'Utilité Publique, der Sociéte des Divertissements et Sports, im Hotelierverein und in der Kursaalgesellschaft. 1903 gehörte er zu den Gründern der Société Romande d'Electricité und war von 1886 bis 1889 Präsident des Schweizer Hoteliervereins. Er heiratete in die Hotelierfamlie Emery aus dem waadtländischen Yverdon-les-Bains ein. Sein Schwager Alexandre Emery übernahm 1882 das Du Cygne in Châtelard (Montreux), später auch das Montreux Palace. Ganz Montreux lag zu Füssen der beiden Hotelkönige Chessex und Emery.
Schon Mitte des 18. Jahrhunderts erlangte Montreux einen gewissen Bekanntheitsgrad durch den Aufenthalt von Jean-Jacques Rousseau und später von Lord Byron. Der eigentliche wirtschaftliche Aufschwung begann nach 1850 mit der verbesserten Verkehrsanbindung, dem Bau zahlreicher Hotels, Pensionen und Sanatorien (für Lungenkranke). Es gab erste grössere kulturelle Veranstaltungen, darunter das Narzissenfest, das von 1897 bis 1957 durchgeführt wurde. Dieses Fest war auch Thema der ersten offiziellen Eurovisionssendung, die am 6. Juni 1954 ausgestrahlt wurde. Der Höhepunkt als Touristenziel wurde um 1910 erreicht. im Ersten Weltkrieg nahm das Tourismusgeschäft ab. 
In den 1930er Jahren versuchten Faschisten auch in der Schweiz Einfluss auf die öffentliche Meinung zu erlangen. Die Comitati d’Azione per l’Universalità di Roma des italienischen Faschismus organisierten im Dezember 1934 mit Hilfe der Schweizerischen Faschistischen Bewegung in Montreux ihren ersten internationalen Kongress. Auch die bis Juli 1942 offen mit den Nazis sympathisierende Zeitschrift Mois Suisse erschien in Montreux.
Einen Einbruch erlebte die Hotellerie auch im Zweiten Weltkrieg. Viele Hotels mussten in diesen Zeiten schliessen und wurden teilweise in Appartementswohnungen umgewandelt. Mit der Lancierung von neuen Festivals, nämlich dem Septembre Musical (seit 1946) und dem Festival der Goldenen Rose (seit 1954) erlangte Montreux erneut internationalen Ruf. 1967 wurde von Claude Nobs, einem Mitarbeiter der Tourismusbehörde, das Montreux Jazz Festival ins Leben gerufen, das jedes Jahr 200.000 Besucher anlockt. 1990 erhielt die Stadt den Wakkerpreis als Anerkennung für die Erhaltung der aus dem 19. Jahrhundert stammenden Tourismusinfrastruktur.

### Entstehung der Gemeinde Montreux
Bereits seit dem 19. Jahrhundert wurden das heutige Gemeindegebiet von Montreux und Veytaux durch eine zentrale Behörde verwaltet. Für diesen Kreisrat stellten die Gemeinden Le Châtelard vier Abgeordnete, Les Planches zwei und Veytaux einen Abgeordneten. Die Gemeinden selbst stellten aber weiterhin politisch unabhängige Einheiten dar. Die Halbinsel von Montreux war damit zweigeteilt, denn die Grenze verlief exakt entlang des Baches Baye de Montreux.
Erst 1953 erschien der Name Montreux auch an prominenter Stelle in den politischen Gemeindekarten. Damals wurde Le Châtelard-Montreux umbenannt in Montreux-Châtelard und Les Planches erhielt den offiziellen Namen Montreux-Planches. Am 1. Januar 1962 wurde schliesslich die Fusion von Montreux-Châtelard mit Montreux-Planches zur neuen Gemeinde mit dem Namen Montreux vollzogen. Die Bewohner von Veytaux lehnten die Fusion 1961 ab, weshalb das Dorf weiterhin eine selbständige Gemeinde blieb.
Seit 2012 gehören die Höhenlagen der Gemeinde zum Parc naturel régional Gruyère Pays-d’Enhaut.

## Sehenswürdigkeiten

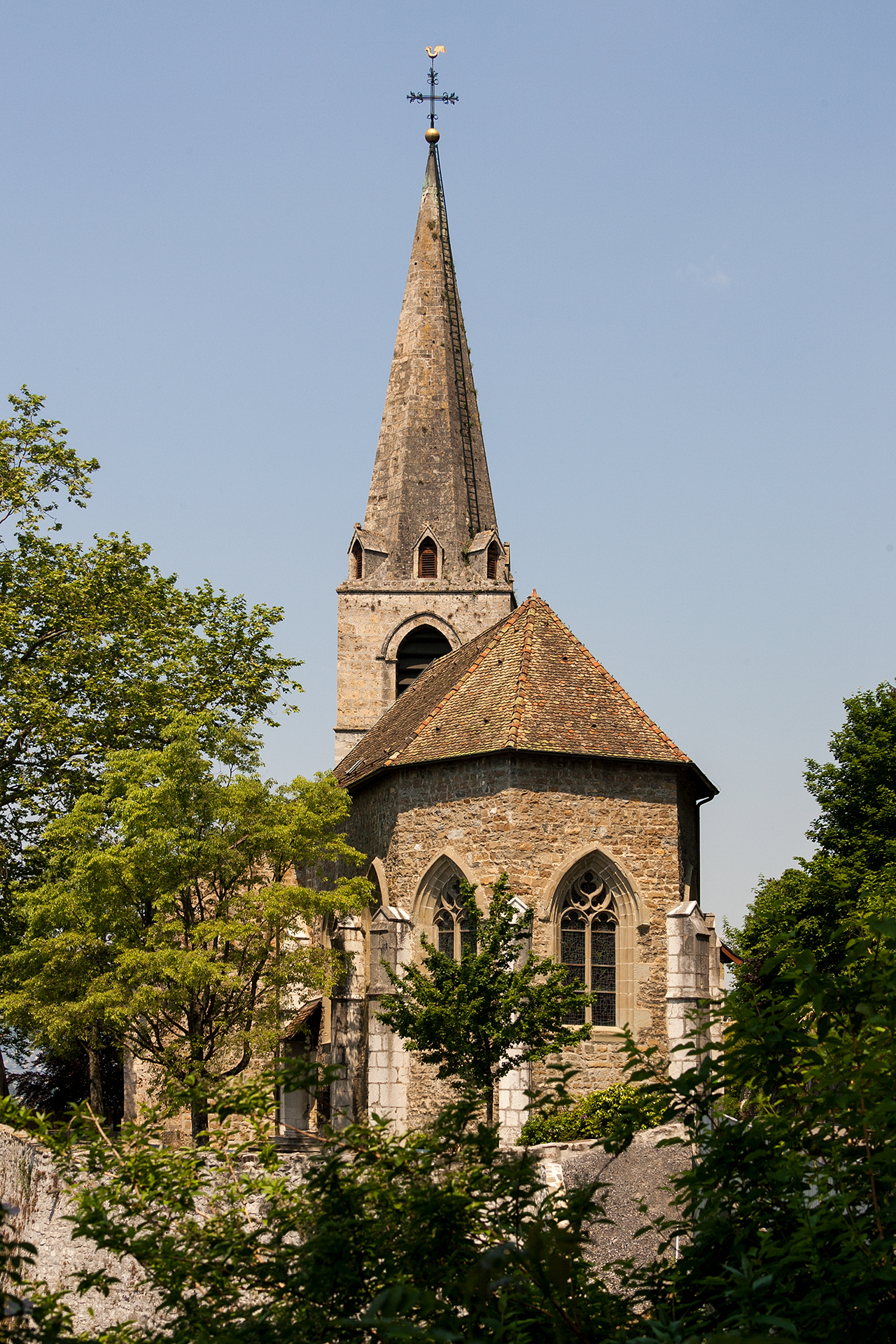
Kirche Saint-Vincent

Die Pfarrkirche Saint-Vincent, Mutterkirche der Pfarrei Montreux, wird 1228 erstmals erwähnt, wurde aber vermutlich bereits im 11. Jahrhundert gegründet. Der heutige Bau mit Polygonalchor und Kreuzrippengewölbe stammt aus dem ausgehenden 15. Jahrhundert. Daneben steht ein Beinhaus aus dem 16. Jahrhundert. Die reformierte Kirche ist ein Bauwerk der Neugotik von 1883 bis 1885.
Auf einer Anhöhe oberhalb von Clarens steht das Schloss Châtelard, das 1441 erbaut, 1476 von den Eidgenossen teilweise zerstört und danach wiederaufgebaut wurde. Es besitzt einen massiven viereckigen Donjon (Wohnturm) mit Maschikulis aus Backstein, der an den norditalienischen Stil erinnert. Der Wohnturm wurde im 17. Jahrhundert umfassend restauriert und umgestaltet und weist eine reiche Innenausstattung aus dieser Zeitepoche auf.
In Montreux und Clarens befinden sich zahlreiche bemerkenswerte Hotel- und Wohnbauten aus der zweiten Hälfte des 19. Jahrhunderts und dem frühen 20. Jahrhundert. Dazu gehören das Montreux-Palace (1904), das Grand Hôtel in Territet (1887), das Palace Hotel in Caux (1902), die Villa Karma (1904–1906) und die Villa Chartran.
Drei Kilometer südöstlich von Montreux befindet sich das Schloss Chillon.

## Persönlichkeiten
- Melissa Bonny (* 1993), Sängerin
- Karl Born (1910–2004), deutscher Seemann, Pilot und Kinobetreiber
- Mosche Botschko (1917–2010), schweizerisch-israelischer Rabbiner
- Philippe-Sirice Bridel (1757–1845), Autor, Heimatforscher und Geistlicher, langjähriger Pfarrer der Stadt
- Sergei Aleksandrovich Buturlin (1872–1938), russischer Ornithologe
- Charles Courant (1896–1982), zweifacher Medaillengewinner im Ringen bei Olympischen Spielen
- A. J. Cronin (1896–1981), schottischer Arzt und Schriftsteller
- Henri Debluë (1924–1988), Schriftsteller
- Deep Purple, Band (Song über die Stadt, macht Festival weltbekannt)[12]
- Laurent Dufaux (* 1969), Radrennfahrer
- Gugu Dupuis (1917–2013), Jazz- und Unterhaltungsmusiker
- Charles-Henri Favrod (1927–2017), Journalist, Museumsleiter
- Luc Fellay (* 1947), Korpskommandant
- Emilie Gavillet (* 2000), Fußballspielerin
- Cootje Horst (1920–1992), niederländische Malerin
- Patrick Juvet (1950–2021), Sänger, Pianist und Songschreiber
- Egon Mayer (1944–2004), ungarisch-amerikanischer Soziologe
- Otto Mayer (1900–1970), Sportfunktionär
- Vladimir Nabokov (1899–1977), russisch-amerikanischer Schriftsteller, Literaturwissenschaftler und Schmetterlingsforscher
- Claude Nobs (1936–2013), Mitbegründer und langjähriger Leiter des Montreux Jazz Festival
- Eugène Parlier (1929–2017), Fussballtorhüter
- André Polak (1914–1988), belgischer Architekt
- Jean Polak (1920–2012), belgischer Architekt
- Queen, Band, besaßen die Mountain Studios, Frontsänger Freddie Mercury (1946–1991) ist eine Statue gewidmet
- Uri Rosenthal (* 1945), niederländischer Politologe und Politiker
- Boris Roubakine (1908–1974), kanadischer Pianist und Musikpädagoge
- Jean César Scarcella (* 1951), Abt von Saint-Maurice
- Pierre Souvairan (1911–2000), Pianist und Musikpädagoge
- Friedrich Spiegel-Schmidt (1912–2016), Theologe
- Emil Steinberger (* 1933), Kabarettist, lebte 15 Jahre in Montreux
- Horst Tappe (1938–2005), deutscher Fotograf
- Shania Twain (* 1965), kanadische Sängerin
- Alfred Wild (1899–1976), Schriftsteller
- Weltin Wolfinger (1926–2010), liechtensteinischer Bobfahrer

## Städtepartnerschaften
- Wiesbaden (seit 1953)
- Menton (seit 1953)
- Chiba (seit 1996)